# Куайчжоу
«Куайчжоу» (кит. спр. 快舟, піньїнь: kuài zhōu, акад. куай чжоу, буквально «швидкий човен») — китайська твердопаливна ракета, розроблена для дешевого і швидкого запуску на орбіту невеликих супутників.
Ракета створювалася з 2009 року компанією China Aerospace Science and Industry Corporation у співпраці з Харбінським технологічним інститутом на базі ракети середньої дальності Дунфен-21. Комерційна версія ракети отримала назву Feitian-1 (FT-1), вона була представлена на Zhuhai Airshow 2014.
Запуск ракети-носія здійснюється за допомогою мобільної пускової установки і може бути виконаний з будь-якого космодрому Китаю. Для підготовки до запуску потрібно тільки 6 чоловік персоналу і може бути здійснений протягом 24 годин.
Перший запуск з корисним навантаженням відбувся 25 вересня 2013 року.
У середині лютого 2016 року CASIC заснувала компанію Expace Technology, яка буде надавати комерційні послуги із запуску супутників для клієнтів по всьому світу. Заявлено, що майбутня версія ракети-носія, Kuaizhou-11, зможе виводити на орбіту висотою 700 кілометрів вантажі масою до однієї тонни.

## Варіанти

### «Куайчжоу-1» (KZ-1)
Версія ракети-носія, яка використовується для перших двох запусків, представляла собою три твердопаливні ступені твердопаливної ракети з обладнаною рідинним ракетним двигуном верхнім ступенем, який був інтегрований із корисним навантаженням і не відстиковувався після виходу на орбіту. Висота ракети близько 20 м, стартова маса — близько 30 т. Перший і другий ступінь мають діаметр 1,4 м, третій ступінь і головний обтічник — 1,2 м. Маса виведення корисного навантаження близько 430 кг на 500-кілометрову сонячно-синхронну орбіту.

### «Куайчжоу-1A» (KZ-1A)
Комерційна версія ракети-носія, також відома як FT-1. Використовує ті ж 3 твердопаливні ступені, але верхній ступінь не поєднаний із корисним навантаженням і може виводити від 4 до 6 супутників на різні орбіти в ході одного запуску. Може бути використаний варіант головного обтічника діаметром 1,4 м. Дозволяє виводити на низьку навколоземну орбіту до 300 кг, на сонячно-синхронну орбіту висотою 500 км — 250 кг, висотою 700 км — 200 кг..

### «Куайчжоу-11» (KZ-11)
Версія ракети-носія діаметром 2,2 метра і стартовою масою 78 т, зможе виводити до 700 кг на ССО висотою 700 км. Перший запуск (невдалий) було здійснено у 2020 році.

### «Куайчжоу-21» (KZ-21)
Також в розробці знаходиться твердопаливний двигун діаметром 3 м для ракети-носія, яку планують ввести в експлуатацію до 2025 року.

## Запуски
| №                  | Дата, час (UTC)          | Версія | Космодром | Корисне навантаження                                             | Тип КН                                        | Орбіта                  | Результат |
| ------------------ | ------------------------ | ------ | --------- | ---------------------------------------------------------------- | --------------------------------------------- | ----------------------- | --------- |
| 1                  | 25 вересня 2013, 04:37   | KZ-1   | Цзюцюань  | Куайчжоу-1                                                       | Супутник ДЗЗ                                  | ННО 275 × 293 км, 96,7° | Успіх     |
| 2                  | 21 листопада 2014, 06:37 | KZ-1   | Цзюцюань  | Куайчжоу-2                                                       | Супутник ДЗЗ                                  | ННО 269 × 304 км, 96,5° | Успіх     |
| 3                  | 9 січня 2017 04:11       | KZ-1A  | Цзюцюань  | JL-1, XY-S1, Caton-1                                             | Супутник ДЗЗ і 2 кубсата                      | ССО 528 × 543 км, 97,5° | Успіх     |
| 4                  | 29 вересня 2018 04:13    | KZ-1A  | Цзюцюань  | CentiSpace-1-S1                                                  |                                               |                         | Успіх     |
| 5                  | 10 липня 2020 04:17      | KZ-11  | Цзюцюань  | Jilin-1 Gaofen-02E (BilibiliSat), CentiSpace-1 S2 (Xiangrikui 2) | Супутник ДЗЗ і дослідницький супутник зв'язку | н/д                     | Невдача   |
| Плануються запуски |                          |        |           |                                                                  |                                               |                         |           |
| —                  |                          |        |           |                                                                  |                                               |                         |           |